# Římskokatolická farnost Čestice
Římskokatolická farnost Čestice je územním společenstvím římských katolíků v rámci strakonického vikariátu Českobudějovické diecéze.

## O farnosti

### Historie
V Česticích existovala od roku 1361 plebánie. V roce 1942 zde krátce působil kněz Josef Jílek, záhy po nástupu do místní farnosti zatčený za činnost v protinacistickém odboji, popravený v roce 1945. Od roku 2020 je do této farnosti začleněna bývalá farnost Dobrš.

### Současnost
Farnost Čestice je administrována ex currendo z Volyně.
| Kostel                               | Místo     | Bohoslužba             | Bohoslužba             | Poznámka     |
| ------------------------------------ | --------- | ---------------------- | ---------------------- | ------------ |
| Kostel Umučení svatého Jana Křtitele | Čestice   | neděle                 | 9.45                   | farní kostel |
| Kaple                                | Hoslovice | neslouží se pravidelně | neslouží se pravidelně | obecní kaple |
| Kaple                                | Jetišov   | neslouží se pravidelně | neslouží se pravidelně | obecní kaple |
| Kaple                                | Krušlov   | neslouží se pravidelně | neslouží se pravidelně | obecní kaple |
| Kaple sv. Cyrila a Metoděje          | Nahořany  | neslouží se pravidelně | neslouží se pravidelně | obecní kaple |
| Kaple                                | Radkovice | neslouží se pravidelně | neslouží se pravidelně | obecní kaple |
| Kaple                                | Úlehle    | neslouží se pravidelně | neslouží se pravidelně | obecní kaple |